# 卷绕数

这条曲线关于点p的卷绕数是2。

平面上的闭曲线关于某个点的卷绕数（Winding number），是一个整数，它表示了曲线绕过该点的总次数。卷绕数与曲线的定向有关，如果曲线依顺时针方向绕过某个点，则卷绕数是负数。
卷绕数在代数拓扑中是基本的概念，在向量分析、复分析、几何拓扑、微分几何和物理学中也扮演了重要的角色。

## 描述

沿着红色曲线移动的物体绕着原点逆时针旋转了两圈。

假设在xy平面上有一条有向的闭曲线。我们可以把曲线想象为某个物体的运动轨迹，运动方向就是曲线的方向。曲线的卷绕数就是物体逆时针绕过原点的总次数。
计算绕过原点的总次数时，逆时针方向的运动算正数，顺时针方向的运动算负数。例如，如果物体首先依逆时针方向绕过原点四次，然后再依顺时针方向绕过原点一次，那么曲线的卷绕数就是3。
利用这种方案，根本不绕过原点的曲线的卷绕数就是零，而顺时针绕过原点的曲线的卷绕数就是负数。因此，曲线的卷绕数可以是任何整数。以下的图中显示了卷绕数为-2、-1、0、1、2和3的曲线：
| {\displaystyle \cdots } |    |    |   |                         |
|                         | −2 | −1 | 0 |                         |
|                         |    |    |   | {\displaystyle \cdots } |
|                         | 1  | 2  | 3 |                         |

## 正式的定义
x-y平面上的曲线可以用参数方程来定义：
{\displaystyle x=x(t)\quad ,\quad y=y(t)\qquad (0\leq t\leq 1).}
如果我们把参数t视为时间，那么这个方程就描述了物体在t = 0和t = 1期间在平面上的运动。只要函数x(t)和y(t)是连续的，运动的轨迹就是一条曲线。只要物体的位置于t = 0和t = 1时相同，这条曲线就是闭曲线。
我们可以用极坐标系来定义这种曲线的卷绕数。假设曲线不经过原点，我们可以把参数方程写成极坐标的形式：
{\displaystyle r=r(t)\quad ,\quad \theta =\theta (t)\qquad (0\leq t\leq 1).}
函数r(t)和θ(t)必须是连续的， r > 0。因为最初和最终的位置是相同的，所以θ(0)和θ(1)的差必须是2π的整数倍。这个整数就是卷绕数：
卷绕数{\displaystyle ={\frac {\theta (1)-\theta (0)}{2\pi }}}
这个公式定义了xy平面上曲线关于原点的卷绕数。把坐标系平移，我们就可以把这个定义推广到关于任何点p的卷绕数。

## 其它定义
卷绕数在不同的数学领域中通常有不同的定义。以下的定义都与上面的定义等价。

### 微分几何
在微分几何中，通常假设参数方程是可微的（或至少分段可微的）。在这种情况下，极坐标系θ与直角坐标系x和y有以下的关系：
{\displaystyle d\theta ={\frac {1}{r^{2}}}\left(x\,dy-y\,dx\right)\quad }，其中{\displaystyle r^{2}=x^{2}+y^{2}.}
根据微积分基本定理，θ的总变化等于dθ的积分。因此，我们可以把可微曲线的卷绕数表示为一个曲线积分：
卷绕数{\displaystyle ={\frac {1}{2\pi }}\oint _{C}\,{\frac {x}{r^{2}}}\,dy-{\frac {y}{r^{2}}}\,dx.}

### 复分析
在复分析中，闭曲线C的卷绕数可以表示为复数坐标z = x + iy。特别地，如果我们记z = reiθ，那么：
{\displaystyle dz=e^{i\theta }dr+ire^{i\theta }d\theta \!\,}
因此：
{\displaystyle {\frac {dz}{z}}\;=\;{\frac {dr}{r}}+i\,d\theta \;=\;d[\ln r]+i\,d\theta .}
ln(r)的总变化是零，因此dz ⁄ z的积分等于i乘以θ的总变化。所以：
卷绕数{\displaystyle ={\frac {1}{2\pi i}}\oint _{C}{\frac {dz}{z}}.}
更加一般地，C关于任何复数a的卷绕数由以下的公式给出：
{\displaystyle {\frac {1}{2\pi i}}\oint _{C}{\frac {dz}{z-a}}.}
这是柯西积分公式的一个特例。卷绕数在复分析中扮演了一个十分重要的角色（例如在留数定理的表述中）。

## 回转数
我们也可以考虑曲线关于它本身的卷绕数（又称为回转数），也就是曲线的切向量旋转的次数。在右面的图中，曲线的回转数是4（或−4），那个小的回路也计算在内。这只对可微且光滑的曲线才有定义。参见：回转切线定理。